# Каплуновка (Харьковская область)
Каплуновка (укр. Каплунівка) - село, входящее в  
Каплуновский сельский совет,
Краснокутский район,
Харьковская область.
Код КОАТУУ — 6323581201. Население по переписи 2001 года составляет 855 (380/475 м/ж) человек.
Является административным центром Каплуновского сельского совета, в который, кроме того, входит село
Мойка.

## География
Находится на расстоянии 20 км от Краснокутска на реке Хухра, недалеко от её истоков.
Ниже по течению на расстоянии в 1 км расположено село Мойка.
На расстоянии в 1 км расположено село Гаркавец.
На реке сделано несколько запруд.
К селу примыкает большой лесной массив.

## История
- 1688 — дата основания. Название произошло от прозвища первого поселенца - Каплуна.
- 11 сентября 1689 года в селе была обретена священником Иоанном Умановым чудотворная Каплуновская икона Божьей матери.
- 1709 — во время войны шведский король Карл XII и гетман Мазепа были в Каплуновке и стояли в доме священника Уманова [1].
- В 1966 году население составляло 1557 человек; в селе работали восьмилетняя школа, два клуба, две библиотеки, больница, колхоз имени Павла Постышева, имевший 3211 га земельных угодий.

## Известные уроженцы, жители
Борис Тихонович Антоненко — советский государственный и политический деятель.

## Инфраструктура

### Экономика
- Молочно-товарная ферма.
- КСП «Каплуновское».
- «Нептун», сельскохозяйственное ООО.

### Объекты социальной сферы
- Школа.

## Достопримечательности
- Братская могила советских воинов. Похоронено 159 воинов.
- Могила Морозова В.Б., полковника. 1943 г.
- Памятный знак Нестеренко И. М., Герой Советского Союза. 1943 г.

## Религия
- Церковь Рождества Пресвятой Богородицы [2].